# Marie Crucifiée Satellico
Marie Crucifiée Satellico (Venise, 31 décembre 1706 - Ostra Vetere, 8 novembre 1745) est une clarisse stigmatisée italienne reconnue bienheureuse par l'Église catholique.

## Biographie
Élisabeth Marie Satellico naît le 9 janvier 1706 à Venise. Elle entre à 14 ans au monastère d'Ostra Vetere mais l'évêque de Senigallia ne lui permet pas de prendre l'habit religieux en raison de son très jeune âge ; elle doit attendre cinq ans avec la permission du nouvel évêque Bartolomeo Castelli.
Il fait sa profession religieuse le 19 mai 1726 où elle prend le nom de Marie Crucifiée. Selon le Père Scaramelli, un de ses directeurs spirituels et son premier biographe, elle a de nombreuses expériences mystiques (extases, visions, transverbération du cœur, stigmatisation). Elle est élue abbesse du monastère et seule la décision de l'évêque l'oblige à renoncer à la direction des Clarisses lorsqu'elle est réélue une seconde fois. Elle assume alors la fonction de vicaire qu'elle exerce jusqu'à sa mort le 8 novembre 1745 de la tuberculose,.

## Culte
Son procès informatif commence dès le 18 août 1752 ; elle est reconnue vénérable le 14 mai 1991 par Jean-Paul II et béatifiée par le même pape le 10 octobre 1993. Son corps se trouve dans l'église sainte Lucie d'Ostra Vetere.